# Ficus magwana
Ficus magwana är en mullbärsväxtart. Ficus magwana ingår i släktet fikonsläktet, och familjen mullbärsväxter.

## Underarter
Arten delas in i följande underarter:
- F. m. magwana
- F. m. maragona